# La casta divina
La casta divina és una pel·lícula mexicana dirigida per Julián Pastor que es va estrenar el 17 de novembre de 1977 als cinemes París, Galaxia, Tlatelolco, Libra, Viaducto i Las Alamedas.

## Sinopsi
És un drama històric que relata l'arribada del general carrancista Salvador Alvarado a Yucatán amb la consigna d'implantar un nou règim que erradiqués el sistema de subjugament de les hisendas yucateques i del clergat. A principis del segle xx, en aquest estat de Mèxic, terra i gent eren domini i propietat d'un grup oligàrquic denominat Casta Divina, que els seus integrants van ser amos i senyors de les hisendes i dels seus encasillats. L'amo Wilfrido (López Tarso) és un hisendat típic que no vacil·la a enviar el seu fill per a conservar les seves riqueses i prebendes com el dret de cuixa. Quan la revolució triomfa els hisendats fugen abandonant les seves propietats.

## Producció
La pel·lícula va començar a rodar-se el 7 de juny de 1976 amb locacions en escenaris naturals de Yucatán i a Hisenda Yaxcopoil, Progreso i Mèrida, i processada als Estudios Churubusco.

## Premis
La pel·lícula va guanyar les següents categories en la XIX edició dels Premis Ariel:
- Millor Pel·lícula
- Ambientació (Carlos Enrique Taboada)
- Millor Actriu de Repartiment (Tina Romero)

A més, va guanyar el premi a la Millor Fotografia al Festival de Panamà de 1977.
Ignacio López Tarso en el seu paper de l'hisendat Wilfrido va guanyar la Diosa de Plata al Millor Actor, discernit per PECIME el grup de Periodistes Cinematogràfics de Mèxic, Jorge Martínez de Hoyos com el general Alvarado va guanyar la millor co-actuació masculina, i Tina Romero (Elidé) a la millor actriu de repartiment.

## Repartiment
- Ignacio López Tarso - Don Wilfrido
- Ana Luisa Peluffo - Tulita
- Pedro Armendariz Jr. - Coronel Abel Ortiz Argumedo
- Tina Romero - Elidé
- Jorge Martínez Hoyos - Coronel Salvador Alvarado
- Sergio Calderón - Padre Chano
- Roberto Dumont - Teniente Máximo
- Blanca Torres - Doña Amira
- Marissa Maynez - Charito
- Miguel Ángel Ferriz - Pancho
- Jorge Balzaretti - Efraín
- Lina Montes - Doña Engracia
- Eduardo Ocaña
- Martín Palomares
- León Singer
- Refugio Flores
- Ignacio Retes